# IR 이시카와 철도선
IR 이시카와 철도선(일본어: IRいしかわ鉄道線)은 IR 이시카와 철도의 철도 노선으로, 일본 이시카와현 가가시에 위치한 다이쇼지역과 가호쿠군 쓰바타정에 위치한 구리카라역을 잇는다.

## 역사
- 2015년 3월 14일: 호쿠리쿠 신칸센 나가노 ~ 가나자와 구간 연장 개통에 따라 서일본 여객철도(JR 서일본) 호쿠리쿠 본선으로부터 이관.
- 2024년 3월 16일: 호쿠리쿠 신칸센 가나자와 ~ 쓰루가 구간 연장 개통에 따라 가나자와역부터 다이쇼지역까지 서일본 여객철도(JR 서일본) 호쿠리쿠 본선으로부터 이관.

## 운행 형태
아이노카제토야마 철도 아이노카제토야마 철도선과 에치고토키메키 철도 니혼카이 히스이 라인을 거쳐 가나자와 ~ 도야마 ~ 도마리 ~ 이토이가와 구간에서 직결 운행을 실시한다. 그리고 쓰바타에서 접속하는 JR 서일본 나나오 선으로 직결 운행하는 열차도 있다.

## 차량
- IR 이시카와 철도 및 아이노카제토야마 철도 521계 전동차
- JR서일본 521계 전동차(가나자와 ~ 쓰바타, 나나오 선으로 직결 운행)
- JR서일본 681계 전동차(가나자와 ~ 쓰바타, 특급 열차로 나나오 선으로 직결 운행)
- JR서일본 683계 전동차(가나자와 ~ 쓰바타, 특급 열차로 나나오 선으로 직결 운행)

## 역 목록
| 역 이름              | 일본어 이름        | 역간 거리 (km) | 영업 거리 (km) | 마이바라 기점 (km) | 라 *¹ | 접속 노선                                                                       | 소재지     | 소재지            |
| -------------------- | ------------------ | -------------- | -------------- | ------------------ | ----- | ------------------------------------------------------------------------------- | ---------- | ----------------- |
| 다이쇼지             | 大聖寺             | -              | 0.0            | 130.2              |       | 해피라인 후쿠이 해피라인 후쿠이선(직결 운행)                                    | 이시카와현 | 가가시            |
| 가가온센             | 加賀温泉           | 4.1            | 4.1            | 134.3              |       | 서일본 여객철도 호쿠리쿠 신칸센                                                 | 이시카와현 | 가가시            |
| 이부리하시           | 動橋               | 3.2            | 7.3            | 137.5              |       |                                                                                 | 이시카와현 | 가가시            |
| 아와즈               | 粟津               | 4.9            | 12.2           | 142.4              |       |                                                                                 | 이시카와현 | 고마쓰시          |
| 고마쓰               | 小松               | 5.8            | 18             | 148.2              |       | 서일본 여객철도 호쿠리쿠 신칸센                                                 | 이시카와현 | 고마쓰시          |
| 메이호               | 明峰               | 2.8            | 20.8           | 151.0              |       |                                                                                 | 이시카와현 | 고마쓰시          |
| 노미네아가리         | 能美根上           | 3.0            | 23.8           | 154.0              |       |                                                                                 | 이시카와현 | 노미시            |
| 고마이코             | 小舞子             | 3.0            | 26.8           | 157.0              |       |                                                                                 | 이시카와현 | 하쿠산시          |
| 미카와               | 美川               | 1.8            | 28.6           | 158.8              |       |                                                                                 | 이시카와현 | 하쿠산시          |
| 가가카사마           | 加賀笠間           | 4.0            | 32.6           | 162.8              |       |                                                                                 | 이시카와현 | 하쿠산시          |
| 니시맛토             | 西松任             | 2.5            | 35.1           | 165.3              |       |                                                                                 | 이시카와현 | 하쿠산시          |
| 맛토                 | 松任               | 1.9            | 37.0           | 167.2              |       |                                                                                 | 이시카와현 | 하쿠산시          |
| 노노이치             | 野々市             | 3.3            | 40.3           | 170.5              |       |                                                                                 | 이시카와현 | 노노이치시        |
| 니시카나자와         | 西金沢             | 2.4            | 42.7           | 172.9              |       | 호쿠리쿠 철도 이시카와선(신니시카나자와역)                                      | 이시카와현 | 가나자와시        |
| 가나자와             | 金沢               | 3.7            | 46.4           | 176.6              | ●     | 서일본 여객철도 호쿠리쿠 신칸센 호쿠리쿠 철도 아사노가와선(호쿠테쓰카나자와 역) | 이시카와현 | 가나자와시        |
| 가나자와 화물 터미널 | 金沢貨物ターミナル | 2.6            | 49.0           | 179.2              | ｜    |                                                                                 | 이시카와현 | 가나자와시        |
| 히가시카나자와       | 東金沢             | 2.6            | 49.0           | 179.2              | ｜    |                                                                                 | 이시카와현 | 가나자와시        |
| 모리모토             | 森本               | 2.8            | 51.8           | 182.0              | ｜    |                                                                                 | 이시카와현 | 가나자와시        |
| 쓰바타               | 津幡               | 6.1            | 57.9           | 188.1              | ｜    | 서일본 여객철도 나나오 선                                                       | 이시카와현 | 가호쿠군 쓰바타정 |
| 구리카라             | 倶利伽羅           | 6.3            | 64.2           | 194.4              | ｜    | 아이노카제토야마 철도 아이노카제토야마 철도선(직결 운행)                        | 이시카와현 | 가호쿠군 쓰바타정 |

- *¹: 아이노카제 라이너 정차역을 뜻함.